# Badminton aux Jeux du Commonwealth
Le badminton a fait son entrée officielle aux Jeux du Commonwealth de 1966 qui se déroulaient à Kingston, en Jamaïque.

## Vainqueurs
| Édition | Lieu         | Simple messieurs      | Simple dames       | Double messieurs                                | Double dames                       | Double mixte                       |
| ------- | ------------ | --------------------- | ------------------ | ----------------------------------------------- | ---------------------------------- | ---------------------------------- |
| 1966    | Kingston     | Tan Aik Huang         | Angela Bairstow    | Tan Aik Huang Yew Cheng Hoe                     | Helen Horton Ursula Smith          | Roger Mills Angela Bairstow        |
| 1970    | Édimbourg    | Jamie Paulson         | Margaret Beck      | Ng Boon Bee Punch Gunalan                       | Margaret Boxall Sue Whetnall       | Derek Talbot Margaret Boxall       |
| 1974    | Christchurch | Punch Gunalan         | Gillian Gilks      | Elliot Stuart Derek Talbot                      | Margaret Boxall Gillian Gilks      | Derek Talbot Gillain Gilks         |
| 1978    | Edmonton     | Prakash Padukone      | Sylvia Ng Meow Eng | Ray Stevens Mike Tredgett                       | Nora Perry Amme Statt              | Mike Tredgett Nora Perry           |
| 1982    | Brisbane     | Syed Modi             | Helen Troke        | Ong Beng Teong Razif Sidek                      | Claire Backhouse Johanne Falardeau | Martin Dew Karen Chapman           |
| 1986    | Édimbourg    | Steve Baddeley        | Helen Troke        | Billy Gilliland Dan Travers                     | Gillian Clark Gillian Gowers       | Mike Scandolera Audrey Tuckey      |
| 1990    | Auckland     | Rashid Sidek          | Fiona Smith        | Jalani Sidek Razif Sidek                        | Sara Sankey Fiona Smith            | Chan Chi Choi Amy Chan             |
| 1994    | Victoria     | Rashid Sidek          | Lisa Campbell      | Cheah Soon Kit Soo Beng Kiang                   | Joanne Muggeridge Joanne Wright    | Chris Hunt Gillian Clark           |
| 1998    | Kuala Lumpur | Wong Choong Hann      | Kelly Morgan       | Choong Tan Fook Lee Wan Wah                     | Donna Kellogg Joanne Wright        | Simon Archer Joanne Goode          |
| 2002    | Manchester   | Muhammad Hafiz Hashim | Li Li              | Chan Chong Ming Chew Choon Eng                  | Ang Li Peng Lim Pek Siah           | Simon Archer Joanne Goode          |
| 2006    | Melbourne    | Lee Chong Wei         | Tracey Hallam      | Chan Chong Ming Koo Kien Keat                   | Chin Eei Hui Wong Pei Tty          | Nathan Robertson Gail Emms         |
| 2010    | Delhi        | Lee Chong Wei         | Saina Nehwal       | Koo Kien Keat Tan Boon Heong                    | Jwala Gutta Ashwini Ponnappa       | Koo Kien Keat Chin Eei Hui         |
| 2014    | Glasgow      | Parupalli Kashyap     | Michelle Li        | Goh V Shem Tan Wee Kiong                        | Vivian Hoo Kah Mun Woon Khe Wei    | Chris Adcock Gabrielle Adcock (en) |
| 2018    | Gold Coast   | Lee Chong Wei         | Saina Nehwal       | Marcus Ellis Chris Langridge                    | Chow Mei Kuan Vivian Hoo Kah Mun   | Chris Adcock Gabrielle Adcock      |
| 2022    | Birmingham   | Lakshya Sen           | P.V. Sindhu        | Satwiksairaj Rankireddy (en) Chirag Shetty (en) | Pearly Tan Thinaah Muralitharan    | Terry Hee Tan Wei Han              |

## Tableau des médailles
| Rang | Nation | Or | Argent | Bronze | Total |
| ---- | ------ | -- | ------ | ------ | ----- |